# Eagle Vision
Eagle Vision – samochód osobowy klasy wyższej produkowany pod amerykańską marką Eagle w latach 1992 – 1997.

## Historia i opis modelu

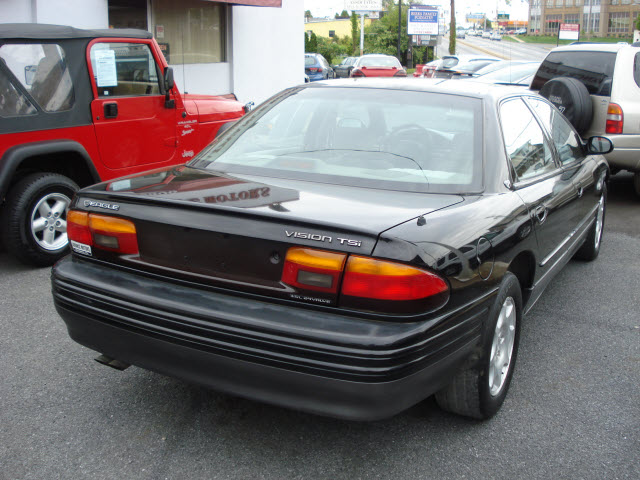
Eagle Vision - tył

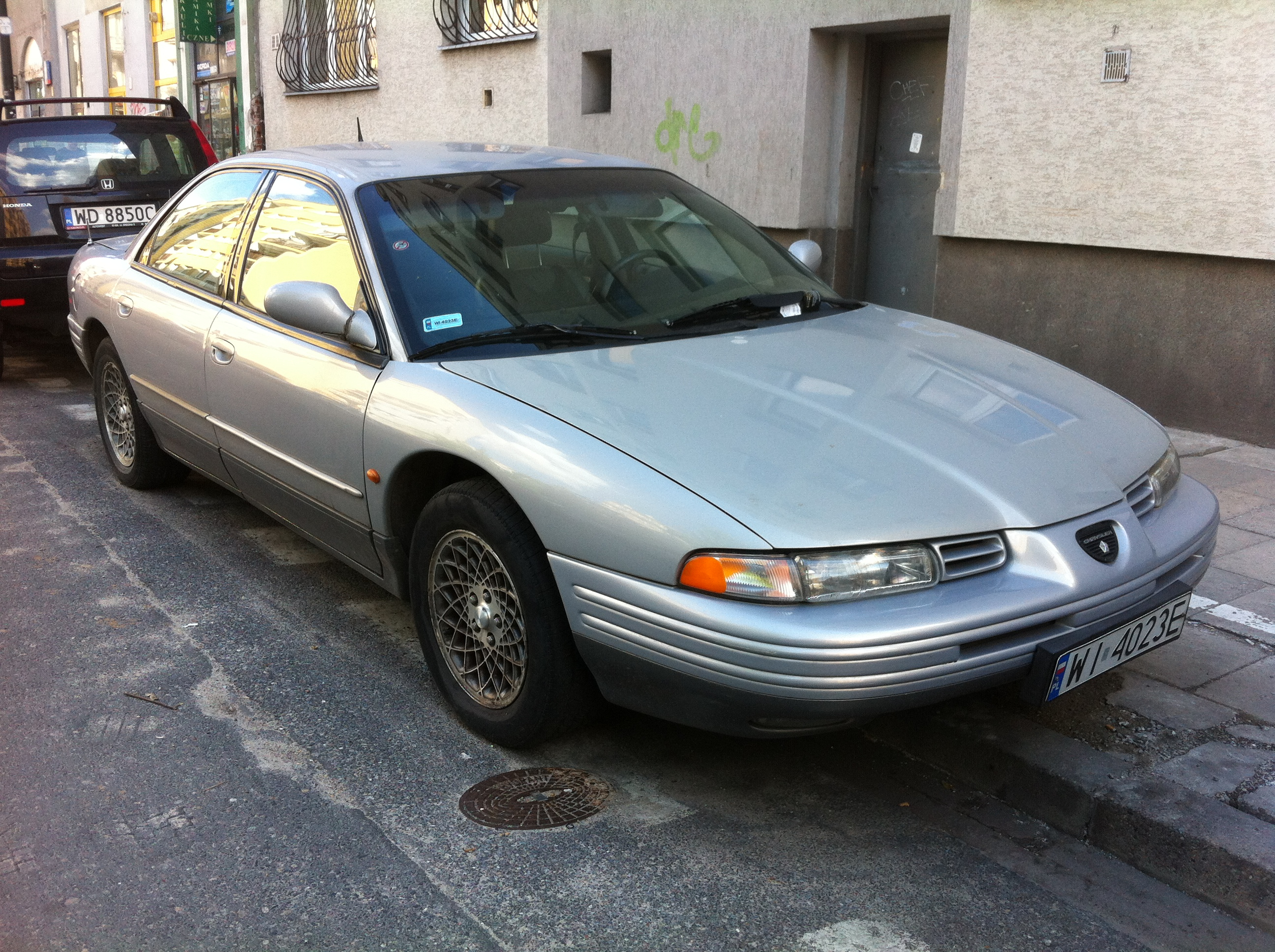
europejski Chrysler Vision

W 1992 roku Chrysler zaprezentował trójkę dużych, bliźniaczych sedanów, wśród których poza modelami Chrysler Concorde i Dodge Intrepid znalazła się też konstrukcja pod marką Eagle - model Vision. Samochód pozycjonowano jako przystępniejszą cenowo alternatywę dla pozostałych modeli, odróżniając go wizualnie innym wyglądem pasa przedniego, a także tylnego. Charakterystycznym elementem pozostała podwójna atrapa chłodnicy.

### Europa
W 1992 roku podjęto decyzję o sprzedawaniu Eagle Vision także na rynku europejskim jako Chrysler Vision. Poza dostosowaniem oświetlenia na lokalne potrzeby, samochód odróżniał się jedynie innymi emblematami producenta i nieznacznie bogatszym wyposażeniem.

### Wersje wyposażeniowe
- ESi
- TSi

### Dane techniczne
| V6 3,3 l (3301 cm³), SOHC | wtrysk SMPI | 93,00 mm × 81,00 mm | 8,9:1 | 155 KM (114 kW) przy 5300 obr./min | 240 N•m przy 2800 obr./min | 10,9 s | 180 km/h (197 km/h) | 4-biegowa automatyczna | przedni |